# 高昌行记
《高昌行记》，又称《西州使程记》、《西州程记》、《王延德使高昌记》、《王延德历叙高昌行程所见》，北宋王延德所撰行记，一卷。
王延德是北宋开封府东明县人，宋太宗时为供奉官，太平兴国六年（981年）五月奉铭出使高昌，经夏州，渡流沙，沿河西北山的北麓至西州，见高昌回鶻国王于北庭。雍熙元年（984年）四月返宋，回到汴京。此行的目的在劝说高昌绝辽，后来以西夏在河西崛起，事未成。王延德于是撰此行记，叙其见闻。《高昌行记》是研究高昌回鹘王国及由中原至高昌交通路线和沿途情况的宝贵资料，是《宋史·高昌传》的史源。本书单独刻本已佚。南宋李焘《续资治通鉴长编·卷二十五》简略节录了王延德出使经过，南宋王明清《挥麈录》收录此书，马端临《文献通考·卷336·四裔考》、《宋史·高昌传》中都录有此书。王国维在其《古行记校录》中，曾予以考订。